# Cryptantha crinita
Cryptantha crinita là loài thực vật có hoa trong họ Mồ hôi. Loài này được Greene mô tả khoa học đầu tiên năm 1895.